# Spalacopsis lobata
Spalacopsis lobata là một loài bọ cánh cứng trong họ Cerambycidae.